# Barksdale Air Force Base

i7
i11
i13

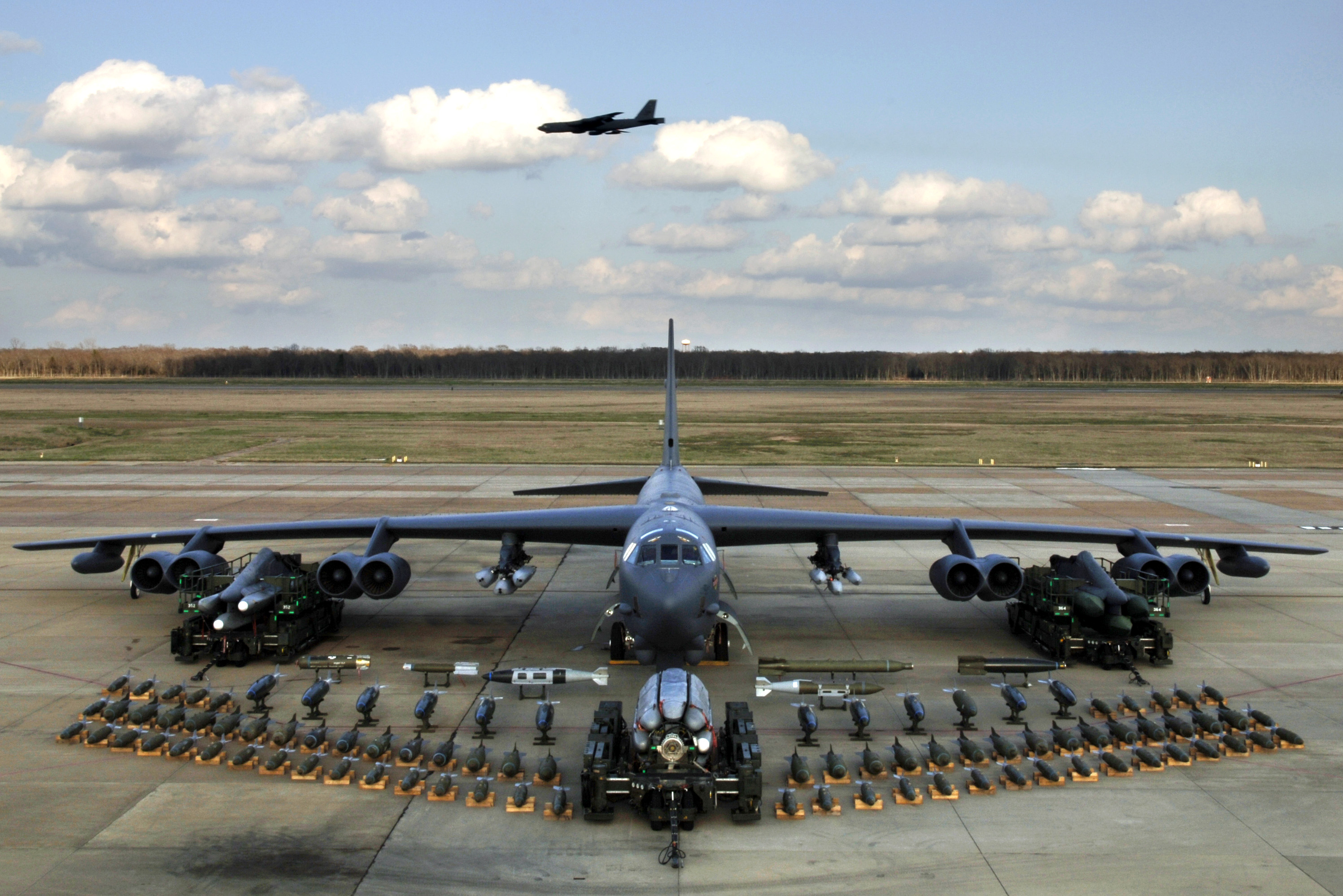
Boeing B-52 auf der Barksdale Air Force Base

Die Barksdale Air Force Base (IATA-Code: BAD, ICAO-Code: KBAD) ist ein Stützpunkt der US-Luftwaffe unmittelbar bei Bossier City, 16 Kilometer östlich von Shreveport, Louisiana.
Sie gehört zum Air Combat Command und ist die größere von noch zwei verbliebenen B-52-Basen. Dort findet das Training der B-52-Mannschaften statt. Der Stützpunkt verfügt über eine Start- und Landebahn (15/33) von 3583 Meter Länge und beschäftigt über 8500 Menschen, davon rund 1100 Zivilangestellte.

## Geschichte
Als das Army Air Corps 1926 einen Ersatz für das zu klein gewordene Fort Crockett in Texas suchte, bot die Stadt Shreveport in Louisiana ihm eine rund 90 Quadratkilometer große Fläche an. Dieser Standort – bis dahin hauptsächlich Baumwollfelder – wurde am 5. Dezember 1928 offiziell ausgewählt. Die Bauarbeiten begannen am 19. Januar 1931, Ende des Jahres waren Startbahn und Hangars fertiggestellt. Am 31. Oktober 1932 fand die Einweihung statt, der reguläre Flugbetrieb startete eine Woche später.
Am 2. Februar 1933 erhielt der neue Stützpunkt den offiziellen Namen Barksdale Field, benannt nach Lieutenant Eugene Hoy Barksdale, der am 11. August 1926 bei einem Testflug mit einer Douglas O-2 in Ohio abstürzte.
Die Luftwaffe stationierte hier zunächst Jagdflugzeuge (Boeing P-12) und nutzte das weitläufige Gelände für Schießtraining und Bombenabwurfsübungen. Ab 1939 lösten leichte Bomber die Jagdflugzeuge ab. In den 1940er Jahren fanden in Barksdale Trainings für Bombermannschaften statt, auch für französische und chinesische. Von November 1945 bis November 1949 war die Basis das Hauptquartier des Air Training Command, danach gehörte sie zum Strategic Air Command.
Am 13. Februar 1948 benannte die US-Luftwaffe die Basis um in Barksdale Air Force Base. Die erste B-52 erreichte Barksdale am 14. August 1958, kurz darauf folgten die sie unterstützenden Tankflugzeuge KC-135. 1959 wurde eine neue Startbahn gebaut.
Seit 1975 liegt hier das Hauptquartier der 8th Air Force. Drei Jahre später entstand das Museum der 8th Air Force auf der Basis, das heute den Namen Barksdale Global Power Museum führt.
Seit der Auflösung des Strategic Air Command im Juli 1992 gehört die Barksdale Air Force Base zum Air Combat Command.
Nach den Anschlägen des 11. September landete Air Force One dort.

## Zwischenfälle
- Am 6. Juli 1959 stürzte eine Douglas C-124A Globemaster II der United States Air Force (USAF) (49-0254) mit einer Nuklearwaffe an Bord kurz nach dem Start von der Barksdale Air Force Base ab; dabei wurde das Flugzeug völlig zerstört. Alle 7 Besatzungsmitglieder überlebten den Unfall. Es kam zu einer geringen radioaktiven Kontamination der Umgebung.[3]